# Ogulinec
Ogulinec (do roku 1991 Ogulinac) je vesnice v Chorvatsku v Záhřebské župě, spadající pod opčinu města Velika Gorica. V roce 2021 zde žilo 313 obyvatel. Nachází se na v rovinné oblasti Turopolje, těsně u hranice se Sisacko-moslavinskou župou, asi 12 km jihovýchodně od města Velika Gorica a 28 km jihovýchodně od centra Záhřebu.
Ogulincem prochází silnice D30, nedaleko se nachází nájezd na kolem procházející dálnici A11. Nachází se zde kaple Srdce Ježíšova a Mariina.

## Vývoj počtu obyvatel
| 1857                                                   | 1869 | 1880 | 1890 | 1900 | 1910 | 1921 | 1931 | 1948 | 1953 | 1961 | 1971 | 1981 | 1991 | 2001 | 2011 | 2021 |
| ------------------------------------------------------ | ---- | ---- | ---- | ---- | ---- | ---- | ---- | ---- | ---- | ---- | ---- | ---- | ---- | ---- | ---- | ---- |
| 66                                                     | 72   | 92   | 112  | 127  | 109  | 127  | 127  | 162  | 173  | 179  | 181  | 200  | 215  | 248  | 292  | 313  |
| zdroj: sčítání lidu v Chorvatské republice 1857 - 2021 |      |      |      |      |      |      |      |      |      |      |      |      |      |      |      |      |

## Sousední sídla
| Růžice kompasu | Buševec             |          | Rakitovec       | Růžice kompasu |
| Růžice kompasu | Podvornica          | Sever    |                 | Růžice kompasu |
| Růžice kompasu | Podvornica          | Ogulinec |                 | Růžice kompasu |
| Růžice kompasu | Podvornica          | Jih      |                 | Růžice kompasu |
| Růžice kompasu | Barbarići Kravarski |          | Donji Vukojevac | Růžice kompasu |